# Bosc Comunal de Sant Llorenç de Cerdans
El Bosc Comunal de Sant Llorenç de Cerdans (en francès, oficialment, Forêt Communale de Saint-Laurent-de-Cerdans) és un bosc de domini públic del terme comunal de Sant Llorenç de Cerdans, a la comarca del Vallespir, de la Catalunya del Nord.
El bosc, que ocupa 2,33 km², està dividit en dos sectors allunyats entre ells. El més petit és al nord del terme, a llevant de la Farga del Mig, al nord del poble de Sant Llorenç de Cerdans. El més gran és al sud-oest del terme i del poble cap comunal, al límit amb el terme de Serrallonga.
El bosc està sotmès a una explotació gestionada per la comuna de Sant Llorenç de Cerdans. Té el codi identificador de l'ONF (Office National des Forêts) F16262L.